# タソス
タソス（古代ギリシア語: Θάσος / Thasos）は、ギリシア神話の人物である。タソス島の名祖。普通フェニキア王アゲーノールの子、あるいはアゲーノールの妻テーレパッサとポセイドーンの子といわれるが、一説にキリクスの子ともいわれ、ポイニクスとカッシオペイアの子キリクスの子で、テーベーと兄弟などといわれ、系譜が一致しない。
ゼウスにさらわれたエウローペーの捜索に同行したが発見できなかったので、タソス島に町を建設して移住した。タソスとともに移住したフェニキア人たちによってタソス島の金鉱山が開発されたという。